# 山岸将也
山岸 将也（やまぎし まさや、1992年8月27日 - ）は、日本のモデル・ジムトレーナー。神奈川県茅ヶ崎市出身。湘南工科大学附属高等学校、順天堂大学スポーツ健康科学部スポーツ科学科卒業。株式会社FITENISIA代表取締役。

## 来歴
2歳から22歳まで、ホームの茅ヶ崎をベースに20年間水泳に打ち込む。神奈川県横浜市にある武相中学校時代、3年生のときに全日本ジュニア3位。湘南工科大附属高校、順天堂大学で水泳を続け、神奈川県茅ヶ崎市にあるハヤシ＆パルバル湘南スポーツクラブのスタッフとしてコーチやジムのトレーナーをしながら、ミスタージャパン、ミスターインターナショナルを目指す。2016年にミスター・ジャパンとなり、2017年には日本人初のミスターインターナショナルで2位の快挙となった
専門種目は自由形短距離であり、平泳ぎも得意としている。。

## 人物
身長182cm  体重73kg。

## 出演

### テレビ
- SASUKE2016（2016年7月3日、TBS）
- 究極の男は誰だ!?最強スポーツ男子頂上決戦（2016年10月10日、TBS）- 総合6位

### Web CM
- Axe